# Tino García
 Tino García, né Constantino García Arguello le 26 mai 1935 à Managua (Nicaragua) et mort le 26 septembre 2015 à San Juan (Porto Rico), est un acteur portoricain et nicaraguayen.

## Biographie
Né au Nicaragua d'un père portoricain et d'une mère nicaraguayenne, il vit à Porto Rico à partir de l'âge d'un an. Après sa scolarité secondaire, il étudie au Gordon Military College, en Géorgie, ce qui lui permet d'entrer à l'université de Georgetown (Washington, où il souhaite étudier pour devenir diplomate.
Sa rencontre et son mariage (1957) avec Lilliam Catalá le conduisent plutôt à choisir une carrière artistique. Le couple rentre à Porto Rico, où Tino devient l'un des acteurs les plus populaires. Il joue au théâtre et dans de nombreuses émissions de télévision et telenovelas, notamment dans le rôle comique de «Borrachito».
Au cinéma, on l'a vu notamment dans Maruja (1960), Más allá del Capitolio d'Amílcar Tirado (1963), Harbor Lights de Maury Dexter (1963), Thunder Island de Jack Leewood (1963), Mientras Puerto Rico duerme (1964), Bananas de Woody Allen (1971) et Casi Casi de Jaime Vallés et Tony Vallés (2006),.